# Gregory Stone (Komponist)
Gregory Morris Stone (* 20. Juli 1900 in Odessa, Gouvernement Cherson, Russisches Kaiserreich, als Grigori Gagelstein; † 11. Juni 1991 in Málaga, Andalusien, Spanien) war ein russisch-US-amerikanischer Pianist und Komponist, der 1939 für einen Oscar nominiert war.

## Biografie
Grigori „Grisha“ Gagelstein, Sohn von Abady (Alexander) Gagelstein und Anna Ruth Nadel, galt als brillanter Pianist und Komponist. Seinen  ersten öffentlichen Auftritt als Dirigent absolvierte er 1913 am Odessa Konservatorium für Musik unter der Anleitung und mit der Musik von Witold Maliszewski und Pietro Cimini. Gagelstein flüchtete nach der Russischen Revolution 1918 nach Rumänien. Dort begleitete er in seinem ersten Job den Violinisten Grigoraș Dinicu. Seine erste Ehefrau Zoe Vinoceur, mit der von 1922 bis 1945 verheiratet war, stammte aus Galatz in Rumänien. Nachdem Stone 1922 ein Visum für die Vereinigten Staaten erhalten hatte, reiste er 1923 aus Constanța in Rumänien kommend in die USA ein. Dort lebte er in New York, wo man ihm riet, seinen Namen zu amerikanisieren. Im Zeitraum 1923 bis 1929 arbeitete er als Komponist, Arrangeur und Pianist für verschiedene Radioprogramme, fürs Theater und für Verlage, so auch für den T. B. Harms Verlag, wo er als Arrangeur für Broadway-Shows tätig war. Von 1930 bis 1933 war er Chef-Arrangeur und Pianist bei RKO Pictures. Daran schloss sich ein Job als Komponist und Arrangeur bei Paramount Pictures und Columbia Pictures im Zeitraum 1934 bis 1936 an.
Für den 1938 erschienenen Abenteuerfilm Her Jungle Love mit Dorothy Lamour und Ray Milland komponierte er die Musik, ebenso wie für die Literaturverfilmung Girls’ School von 1938. Für diese Arbeit war er zusammen mit Morris Stoloff auf der Oscarverleihung 1939 für einen Oscar in der Kategorie „Beste Filmmusik“ nominiert. Die Trophäe ging jedoch an Alfred Newman und den Musikfilm Alexander’s Ragtime Band.
1939 komponierte er die Musik für Max Reinhardts Inszenierung des Faust in Los Angeles und San Francisco und leitete auch das Orchester. Reinhardt äußerte dazu seinerzeit, die Musik sei wirklich schön und der Chor klinge exzellent.
In den Jahren 1945/1946 arbeitete Stone als Dirigent und Solopianist in Mexiko-Stadt und dirigierte unter anderem das General Electric Symphony Orchestra. Des Weiteren arbeitete als musikalischer Leiter in Argentinien und als Konzertpianist in Brasilien und Kolumbien.
Als er mit einer Eislauf-Unterhaltungsshow (Ice Capades) als Dirigent auf Tournee war, traf er seine zukünftige zweite Frau Ingeborg Lubahn. Das Paar heiratete 1948 in Venezuela. Mit ihr zusammen zog er nach Südkalifornien, wo er wiederum Filmmusik für die großen Studios komponierte und arrangierte. Unter anderem war er für Produktionsmusik verantwortlich, komponierte aber auch Scores. Für den 1954 veröffentlichten romantischen Abenteuer-Thriller Der Schatz der Jivara mit Fernando Lamas und Rhonda Fleming schuf er die Musik. Während dieser Zeit baute er sich eine beeindruckende Sammlung auf, die die Grundlage bildete und eine wichtige Rolle spielte bei der Entstehung des später von ihm gegründeten Symphonieorchesters in Reno in Nevada. Während seiner Zeit in Südkalifornien baute er zudem viele Freundschaften zu Studiomusikern auf, da dort viele außergewöhnliche Musiker lebten und arbeiteten. Von 1957 bis 1960 unterrichtete er am Konservatorium in Los Angeles. 1968 zog Stone dann nach Reno und gründete dort das Philharmonic Symphony Orchestra, als dessen Dirigent er von 1969 bis 1979 fungierte.
Nach Abschluss seiner Hollywood-Karriere verabschiedete er sich 1983 nach Mijas in der spanischen Region Andalusien in der Provinz Málaga. 1985 trat er dem Templerorden bei. In der Stadt Málaga starb er 1991 im Alter von 90 Jahren.

## Veröffentlichungen, Lob
Neben seiner Filmarbeit veröffentlichte Stone zahlreiche Arrangements und Originalwerke für Soloklavier und verschiedene Instrumente, aufgeführt von führenden Solisten jener Zeit. Der Katalog seiner veröffentlichten Stücke (Solo, Orchester, Chor) im Zeitraum 1923 bis 1944 umfasst mehr als 300. Besonders bemerkenswert unter seinen 16 Veröffentlichungen für Violine und Klavier ist seine vollständige Transkription von 
- Gershwins Rhapsodie in Blau
- Masterpieces for piano solo / Igor Stravinsky; bearbeitet von Felix Guenther; arrangiert von Frederick Block, Gregory Stone und anderen
- weitere Veröffentlichungen, siehe → hier

Er komponierte außerdem zusammen mit Josef Bonime den Jazz-Standard Let’s Dance, der 1939 unter anderem von Benny Goodman & His Orchestra aufgenommen wurde.
Der Pianist, Komponist und Hochschullehrer Percy Grainger äußerte, das, was Stone in Transkriptionen finde, sei für ihn der Schlüssel zum modernen Kern des Pianisten – eine Anerkennung der Seele und der Natur des Instruments. Der französische Violinist Zino Francescatti schrieb an Stone über dessen wunderbares Konzert für Klavier und Streicher, dass er es niemals vergessen werde und dass er es so orchestrieren solle, wie er denke, er wäre auf jeden Fall froh, es zu unterstützen und zu fördern.

## Filmografie (Auswahl)
Soundtrack, Filmkomponist, Musikabteilung
- 1929: Harry Horlick and His Famous A & P Gypsies (Kurzfilm)
(Komposition Black Eyes)
- 1933: All at Sea (Kurzfilm; Komponist)
- 1936: Hollywood Boulevard
- 1936: Easy to Take
(Komposition Rendezvous with You)
- Along Came Love
- 1936: Die Dschungel-Prinzessin (The Jungle Princess)
- 1936: The Big Broadcast of 1937
- 1937: Here’s Your Hat (Kurzfilm)
(Komposition Brothers of Romany)
- 1937: Champagne Waltz
- 1937: Her Husband Lies
- 1937: Assistenzarzt Dr. Kilder (Internes Can’t Take Money)
- 1937: Mein Leben in Luxus (Easy Living)
- 1937: Schiffbruch der Seelen (Souls at Sea)
- 1938: Her Jungle Love
- 1938: Girls’ School
- 1938: Auf verbotenen Wegen (Ride a Crooked Mile)
- 1939: Blondie Brings Up Baby
- 1939: Geheimnisvolle Spuren (Silver on the Sage)
- 1940: Her First Romance
- 1940: Swing-Romanze (Second Chorus)
- 1941: Gib einem Trottel keine Chance (Never Give a Sucker an Even Break)
(Arrangeur Ochi Tchornya (Dark Eyes))
- 1941: Todeskarawane (Doomed Caravan)
- 1941: Das Gesicht hinter der Maske (The Face Behind the Mask)
- 1941: The Devil Commands
- 1942: Blondie Goes to College
- 1942: The Adventures of Martin Eden
- 1943: The Powers Girl
(Autor Let’s Dance)
- 1943: He’s My Guy
(Arrangeur Two Guitars)
- 1943: The Boy from Stalingrad
(Musik Now We Are Free, Go to Sleep)
- 1943: Heavenly Music
- 1945: The Girl of the Limberlost
(Musik Magnolia March)
- 1947: Carnegie Hall
(Sometime We Will Meet Again)
- 1950: Buschteufel im Dschungel (Pygmy Islands)
- 1951: Der rote Falke von Bagdad (The Magic Carpet)
- 1952: Lady Rotkopf (The Golden Hawk)
- 1953: Gefangen in der Kasbah (Prisoners of the Casbah)
- 1954: Der Schatz der Jivaro (Jivaro)
- 1956: Die Benny Goodman Story (The Benny Goodman Story)
(Musik Let’s Dance)
- 1957: Das Fort der mutigen Frauen (The Guns of Fort Petticoat)
- 1984: Maria Lovers
(Autor Let’s Dance)
- 2002: The Salton Sea
(Autor Let‘s Dance, Titel innerhalb des Soundtracks)

## Auszeichnungen
Oscarverleihung 1939: 
- nominiert in der Kategorie „Beste adaptierte Filmmusik“
  - Gregory Stone und Morris Stoloff
- 1956: Empfänger des Arcari International Award für „Concerto Breve“
- 1973: Appreciation Award, Würdigung durch die Stadt Reno
- 1978: Mann des Jahres im Bereich Musik in Nevada, Würdigung durch den Lehrerverband
- 1979: Kritikerpreis durch die Founding Professional Symphony in Nevada
- 1984: Picasso Award der Stadt Málaga